# 今宵かぎりは…
『今宵かぎりは…』（ドイツ語: Heute nacht oder nie, 「今夜でなければ二度とない」の意）は、1972年（昭和47年）製作・公開、ダニエル・シュミット監督によるスイスの長篇劇映画である。

## 略歴・概要
ダニエル・シュミット満30歳当時の映画監督デビュー作である。1972年（昭和47年）、シュミット自らが育ったグラウビュンデン州のホテルで撮影した。同ホテルはのちに1992年（平成4年）に発表した『季節のはざまで』でも再度ロケセットとして使用された。
シュミットは本作により、ヴェネツィア国際映画祭でルキノ・ヴィスコンティに賞賛され、最優秀新人賞を獲得した。
日本では、先行して『ヘカテ』（1982年）や『ラ・パロマ』（1974年）が公開されたのちの1986年（昭和61年）11月にシネセゾンの配給で公開された。2010年（平成22年）現在DVD化はされていない。

## スタッフ・作品データ
- 製作 : イングリット・カーフェン、ダニエル・シュミット
- 監督・脚本 : ダニエル・シュミット
- 撮影監督 : レナート・ベルタ
- 編集・助監督 : イラ・フォン・ハスペルク

- 製作 :  イングリット・カーフェン・プロダクションズ
- フォーマット : カラー映画 - スタンダード・サイズ（1.37:1） - モノラル録音

## キャスト
クレジット順
- イングリット・カーフェン
- ヴォリ・ガイラー
- ペーター・カテル
- イゴール・ヨーザ
- ペーター・カーン
- ベアトリス・ストール
- ローズマリー・ハイニケル
- ハリー・ベア
- ヴィクトル・ラチャ
- イレーネ・オルジャッティ
- ピーター＝クリスチャン・バーナー
- アンナ・ファッダ
- レオニー・キュング
- アンジェリカ・プローザ
- リズ・パナマ
- ボフミル・オクタベッツ
- シルヴィオ・パスクァレッリ
- ペーター・ハルトマン

## 註
1. ↑  今宵かぎりは…、洋画★シネフィル・イマジカ、2010年2月3日閲覧。